# Teclado virtual

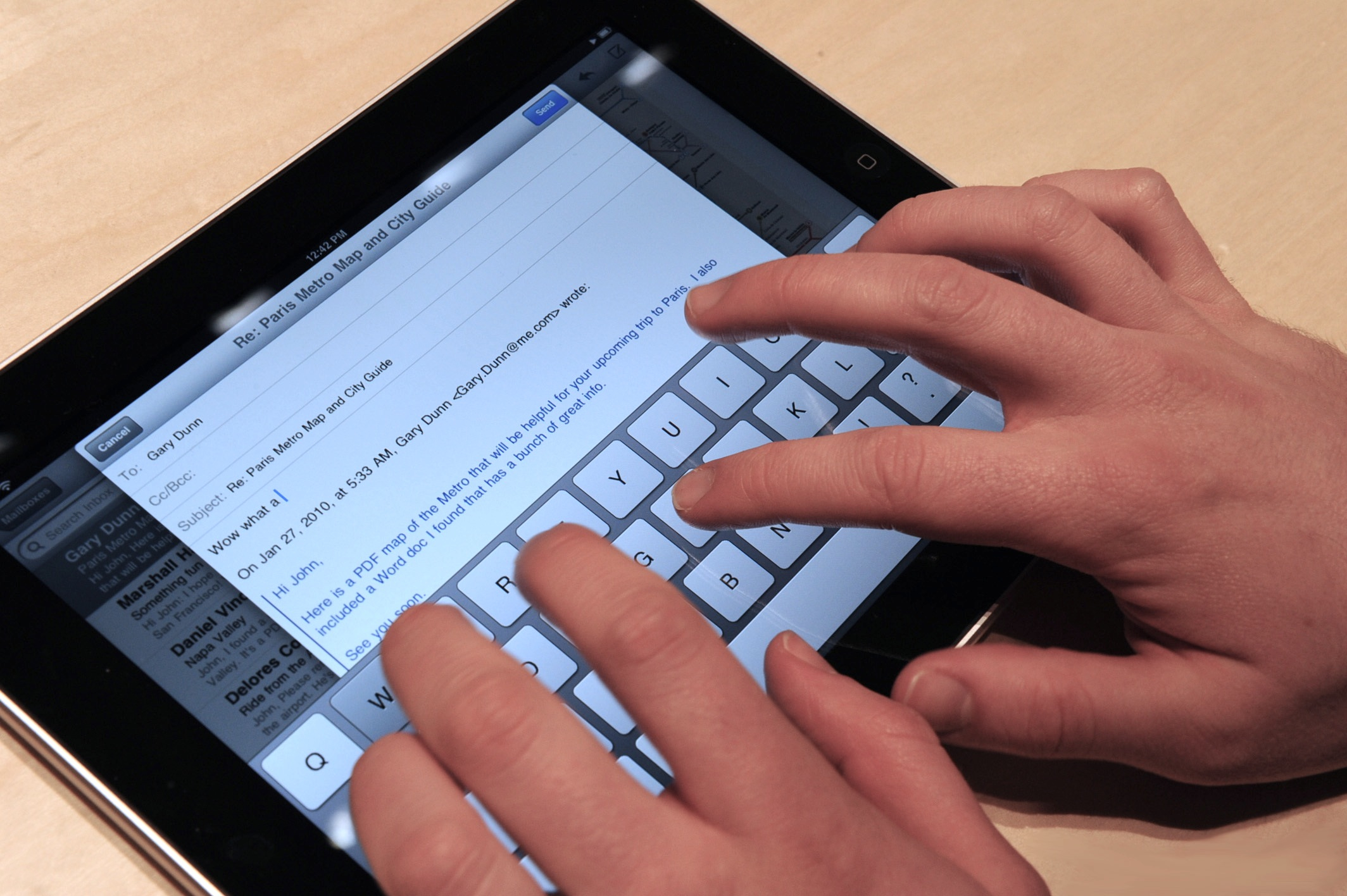
Teclado virtual em um tablet.

O teclado virtual é um software que permite entrada de texto em programas de computador de maneira alternativa ao teclado convencional. Sua operação de baseia em receber entradas de um dispositivo apontador como mouse, um ecrã tátil ou uma stylus sobre uma imagem de teclado que é convertida para um caractere de texto, que é escrito na tela do editor.
Teclados virtuais podem ser encontrados em dispositivos como computadores pessoais, laptops, telefones celulares, tablets, consoles portáteis e caixa eletrônicos.
Tecnologias mais eficientes vêm sendo desenvolvidas para permitir que pessoas com deficiências possam escrever com mais facilidade e velocidade do que nos teclados virtuais convencionais. Em lugar de oferecer uma imagem de teclado onde se é obrigado a clicar em cada tecla (de maneira lenta e tediosa), os novos softwares buscam formas de conhecer a língua na qual o usuário vai escrever, e oferecer a ele o caracter ou a palavra mais provável de ser usada em seguida, baseada em estatísticas, ou aprendizado utilizando técnicas de inteligência artificial.

## Segurança

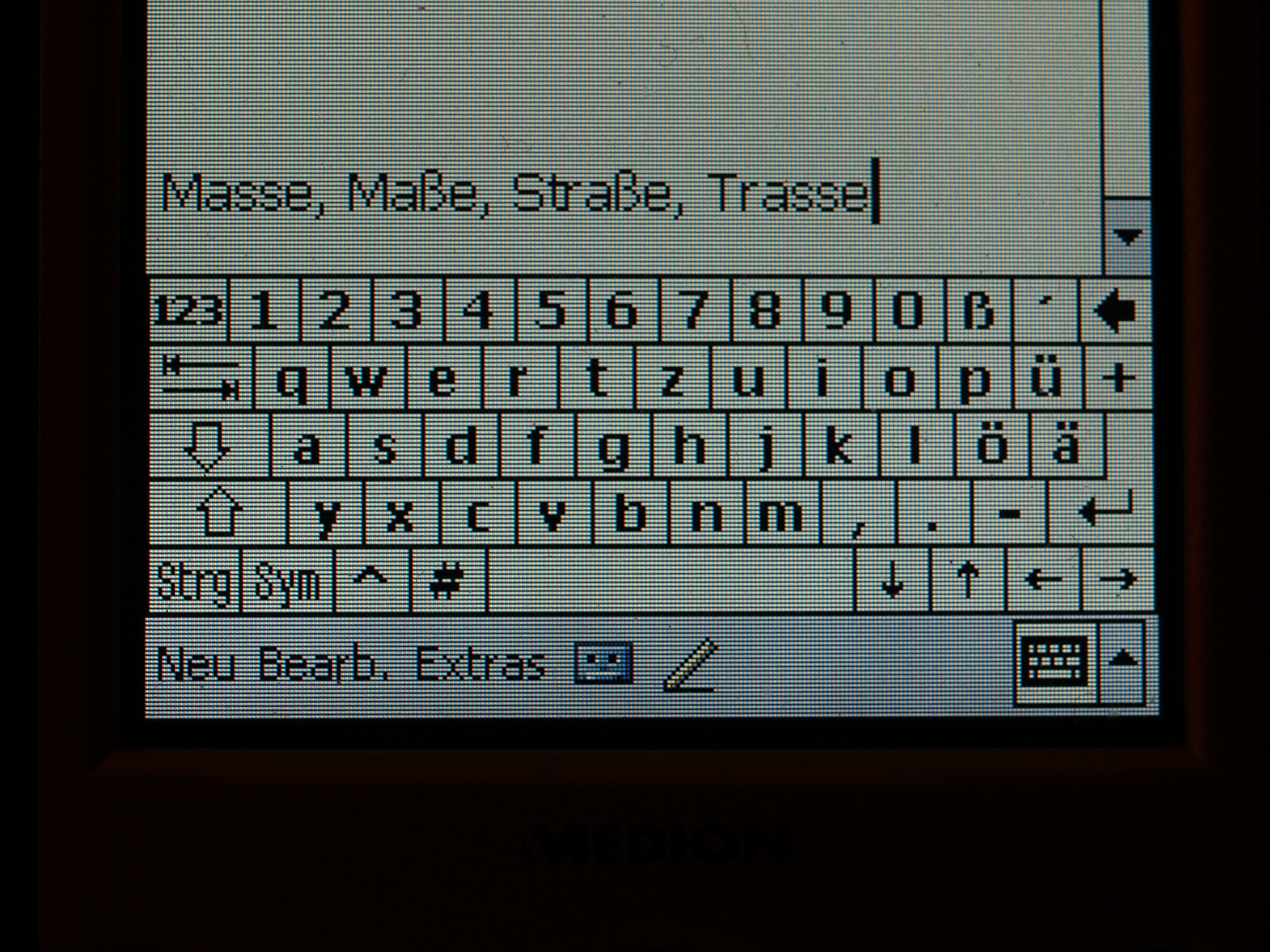
Teclado virtual em um PDA Pocket PC.

Um importante uso do teclado virtual é de dificultar a fraude em operações bancárias pela Internet. Uma das formas mais comuns de fraude é a instalação de um spyware ou cavalo de Tróia (programa-espião) no computador da vítima. O programa-espião "copia" todas as teclas digitadas e envia a listagem, por e-mail, para o computador do fraudador, que em seguida localiza os dados bancários, incluindo a senha, e usa estas informações para movimentar ilegalmente a conta bancária da vítima. Se a senha for digitada clicando-se com o mouse em um teclado virtual, o programa-espião não terá meios de obtê-la.